# Океке, Чума
Чуквума «Чума» Океке (англ. Chukwuma «Chuma» Okeke; род. 18 августа 1998, Атланта) — американский профессиональный баскетболист, выступающий за команду «Уэстчестер Никс». На студенческом уровне играл за «Оберн».

## Студенческая карьера

### Оберн Тайгерс
В дебютном сезоне набирал в среднем 7,5 очков, делал 5,8 подборов. За весь сезон сделал 197 подборов, что является наивысшим показателем среди новичков команды с сезона 1984/1985.
Во втором сезоне Океке набирал в среднем 12,0 очков, делал 6,8 подборов и совершал 1,8 перехватов и 1,2 блок-шотов. 29 марта 2019 года в матче Мартовского безумия против команды «Северная Каролина Тар Хилз» порвал переднюю крестообразную связку и выбыл до конца сезона.

## Карьера в НБА

### Орландо Мэджик (2020—2024)
20 июня 2019 года был выбран на Драфте НБА 2019 года под 16-м номером командой «Орландо Мэджик».
16 ноября 2020 года подписал контракт с «Орландо Мэджик», весь предыдущий сезон он восстанавливался после травмы, полученной ещё во времена, когда выступал за «Северную Каролину», и был формально заявлен за фарм-клуб «Лейкленд Мэджик».
Дебютный матч в НБА за «Орландо Мэджик» провёл 23 декабря 2020 года против «Майами Хит».
26 марта 2021 года Океке набрал максимальные в своей карьере 22 очка при 60-процентной точности с игры в матче с «Портленд Трэйл Блэйзерс». После дедлайна Океке набирал в среднем более 12 очков, а затем получил травму лодыжки в игре с «Кливленд Кавальерс», которая завершила сезон. 25 февраля 2022 года Океке набрал максимальные за карьеру 26 очков в победе над «Хьюстон Рокетс», превзойдя свой предыдущий рекорд, установленный в сезоне 2020/21.

### Уэстчестер Никс/Филадельфия Севенти Сиксерс (2024—настоящее время)
1 августа 2024 года Океке подписал контракт с «Нью-Йорк Никс», но 28 сентября был отчислен. 2 октября он переподписал контракт с «Никс», но 19 октября снова был отчислен. 28 октября он присоединился к «Уэстчестер Никс». 6 февраля 2025 года Океке подписал 10-дневный контракт с «Филадельфия Севенти Сиксерс», а 18 февраля 2025 года он вернулся в «Уэстчестер».

## Статистика

### Статистика в НБА
| Сезон   | Команда     | Регулярный сезон | Регулярный сезон | Регулярный сезон | Регулярный сезон | Регулярный сезон | Регулярный сезон | Регулярный сезон | Регулярный сезон | Регулярный сезон | Регулярный сезон | Регулярный сезон | Серия плей-офф | Серия плей-офф | Серия плей-офф | Серия плей-офф | Серия плей-офф | Серия плей-офф | Серия плей-офф | Серия плей-офф | Серия плей-офф | Серия плей-офф | Серия плей-офф |
| Сезон   | Команда     | GP               | GS               | MPG              | FG%              | 3P%              | FT%              | RPG              | APG              | SPG              | BPG              | PPG              | GP             | GS             | MPG            | FG%            | 3P%            | FT%            | RPG            | APG            | SPG            | BPG            | PPG            |
| ------- | ----------- | ---------------- | ---------------- | ---------------- | ---------------- | ---------------- | ---------------- | ---------------- | ---------------- | ---------------- | ---------------- | ---------------- | -------------- | -------------- | -------------- | -------------- | -------------- | -------------- | -------------- | -------------- | -------------- | -------------- | -------------- |
| 2020/21 | Орландо     | 45               | 19               | 25,2             | 41,7             | 34,8             | 75,0             | 4,0              | 2,2              | 1,1              | 0,5              | 7,8              | Не участвовал  | Не участвовал  | Не участвовал  | Не участвовал  | Не участвовал  | Не участвовал  | Не участвовал  | Не участвовал  | Не участвовал  | Не участвовал  | Не участвовал  |
| 2021/22 | Орландо     | 70               | 20               | 25,0             | 37,6             | 31,8             | 84,6             | 5,0              | 1,7              | 1,4              | 0,6              | 8,6              | Не участвовал  | Не участвовал  | Не участвовал  | Не участвовал  | Не участвовал  | Не участвовал  | Не участвовал  | Не участвовал  | Не участвовал  | Не участвовал  | Не участвовал  |
| 2022/23 | Орландо     | 27               | 8                | 19,2             | 35,2             | 30,2             | 76,2             | 3,6              | 1,4              | 0,7              | 0,4              | 4,7              | Не участвовал  | Не участвовал  | Не участвовал  | Не участвовал  | Не участвовал  | Не участвовал  | Не участвовал  | Не участвовал  | Не участвовал  | Не участвовал  | Не участвовал  |
| 2023/24 | Орландо     | 47               | 8                | 9,2              | 35,7             | 28,0             | 57,1             | 1,7              | 0,4              | 0,2              | 0,1              | 2,3              | 2              | 0              | 4,9            | 66,7           | 50,0           | 100,0          | 0,0            | 0,5            | 0,0            | 0,0            | 3,0            |
| 2024/25 | Филадельфия | 1                | 0                | 2,2              | -                | -                | -                | 1,0              | 0,0              | 0,0              | 0,0              | 0,0              | Не участвовал  | Не участвовал  | Не участвовал  | Не участвовал  | Не участвовал  | Не участвовал  | Не участвовал  | Не участвовал  | Не участвовал  | Не участвовал  | Не участвовал  |
|         | Всего       | 190              | 55               | 20,2             | 38,3             | 31,8             | 78,9             | 3,7              | 1,5              | 0,9              | 0,4              | 6,3              | 2              | 0              | 4,9            | 66,7           | 50,0           | 100,0          | 0,0            | 0,5            | 0,0            | 0,0            | 3,0            |

### Статистика в колледже
| Сезон                                                                                   | Команда | GP | GS | MPG  | FG%  | 3P%  | FT%  | RPG | APG | SPG | BPG | PPG  |  |
| --------------------------------------------------------------------------------------- | ------- | -- | -- | ---- | ---- | ---- | ---- | --- | --- | --- | --- | ---- |  |
| 2017/18                                                                                 | Оберн   | 34 | 0  | 21,6 | 45,8 | 39,1 | 67,3 | 5,8 | 1,1 | 0,7 | 0,7 | 7,5  |  |
| 2018/19                                                                                 | Оберн   | 38 | 38 | 29,1 | 49,6 | 38,7 | 72,2 | 6,8 | 1,9 | 1,8 | 1,2 | 12,0 |  |
|                                                                                         | Всего   | 72 | 38 | 25,5 | 48,1 | 38,9 | 70,3 | 6,3 | 1,5 | 1,3 | 1,0 | 9,9  |  |
| Наведите курсор мыши на аббревиатуры в заголовке таблицы, чтобы прочесть их расшифровку |         |    |    |      |      |      |      |     |     |     |     |      |  |